# Margaretha Carola van Saksen

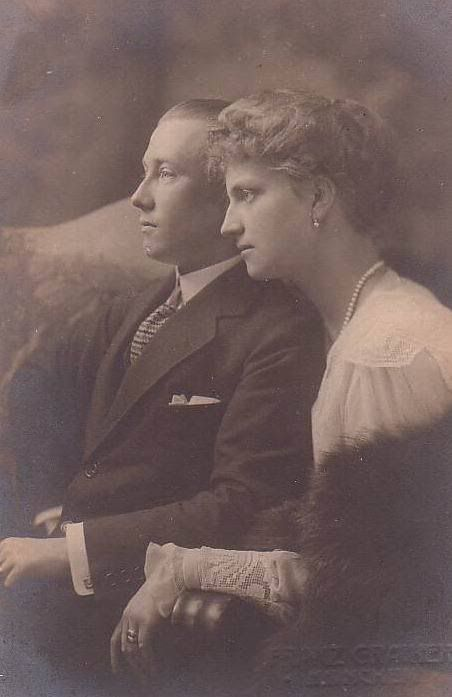
Margaretha Carola van Saksen en Frederik Victor van Hohenzollern-Sigmaringen in 1921

Margaretha Carola Wilhelmina Victoria Adelheid Albertina Petrusa Bertram Paula  van Saksen (Dresden, 24 januari 1900 - Freiberg, 16 oktober 1962) de tweede dochter van Frederik August III, de laatste koning van Saksen, en Louise van Oostenrijk-Toscane. Zij was een Saksische prinses tot 1919, toen na de afschaffing van de Duitse adel haar geslachtsnaam werd gewijzigd in Prinzessin von Sachsen.
Op 2 juni 1920 trouwde ze met Frederik Victor van Hohenzollern-Sigmaringen, een zoon van Willem van Hohenzollern-Sigmaringen. 
Het paar kreeg zeven kinderen:
- Maria Antonia (Sigmaringen, 19 februari 1921 - aldaar, 11 oktober 2011)
- Maria Adelgunde (Sigmaringen, 19 februari 1921 - Frauenfeld, 23 mei 2006)
- Maria Theresia (Sigmaringen, 11 oktober 1922 - München, 13 december 2004)
- Friedrich (Umkirch, 3 februari 1924 - Sigmaringen, 16 september 2010)
- Franz Josef (Umkirch, 15 maart 1926 - Sigmaringen, 13 maart 1996); trouwde in tweede echt met Diane prinses van Bourbon-Parma (1932), dochter van Gaetano van Bourbon-Parma (1905-1958)
- Johann Georg (Sigmaringen, 31 juli 1932 - München, 2 maart 2016)
- Ferfried Maximiliaan (Umkirch 14 april 1943)

Haar zuster Maria Alix was getrouwd met de tweelingbroer van haar man, Frans Jozef.